# Sidastrum tehuacanum
Sidastrum tehuacanum là một loài thực vật có hoa trong họ Cẩm quỳ. Loài này được (Brandegee) Fryxell miêu tả khoa học đầu tiên năm 1978.